# Jan Cornelis Noot
Jan Cornelis Noot (Zwolle, circa 1 juni 1850 - Utrecht, 30 juni 1906) was een Nederlandse burgemeester.

## Leven en werk
Noot was een zoon van de eerste luitenant Hendrik Noot en Louise Westenberg. Zijn ouders overleden in 1852, zijn moeder in januari en zijn vader in december van dat jaar. Hij groeide op als wees. Hij was genoemd zijn naar grootvader Jan Cornelis Noot, kolonel en ridder Militaire Willems-Orde 4de klasse, commandant van het Koloniaal Werfdepot te Harderwijk. Noot begon zijn loopbaan als ambtenaar op de secretarie van Wierden. In 1875 werd hij benoemd tot secretaris van de Maatschappij van Weldadigheid te Frederiksoord. Noot werd in 1879 burgemeester van de Drentse gemeente Gieten. Na dertien jaar burgemeester van deze plaats te zijn geweest maakte hij in 1892 de overstap naar de Nederlandse Heidemaatschappij. Hij werd door de toenmalige voorzitter Albert Jan Blijdenstein benoemd tot administrateur van deze organisatie. Hij vervulde deze functie tot hij in 1906 op 56-jarige leeftijd te Utrecht overleed.
Noot was gehuwd met Anna Susanna Boomkamp.